# NGC 4462
NGC 4462 is een balkspiraalstelsel in het sterrenbeeld Raaf. Het hemelobject werd op 26 maart 1789 ontdekt door de Duits-Britse astronoom William Herschel.

## Synoniemen
- ESO 506-13
- MCG -4-30-2
- AM 1226-225
- IRAS 12266-2253
- PGC 41150